# ریچارد اس. همیلتون
ریچارد استرایت همیلتون (انگلیسی: Richard Streit Hamilton؛ زادهٔ ۱۹۴۳ – درگذشته ۲۹ سپتامبر ۲۰۲۴) استاد دیویس ریاضیات در دانشگاه کلمبیا بود. وی برای کارهایی که در تحلیل هندسی و معادلات دیفرانسیل جزئی کرده، شناخته شده‌است.

## درگذشت
همیلتون در ۲۹ سپتامبر ۲۰۲۴ در سن ۸۱ سالگی درگذشت.